# 李守贞 (节度使)
李守貞（？—949年）河阳（今河南孟州）人，五代军事人物。

## 生平
出身卒伍，追隨後晉高祖石敬瑭出征，為石敬瑭所器重。後晉少帝石重貴繼位，李守貞與杜重威投降契丹，後杜重威被誅，守貞有二心；趙思綰佔據長安，李守貞遂自稱秦王。947年劉知遠稱帝建立「後漢」，李守貞移鎮河中，乾祐元年（948年），李守貞與永興（長安）趙思綰、鳳翔王景崇聯合叛亂。八月，後漢命郭威為西面軍前招慰安撫使，郭威採用鎮國節度使扈彥珂的建議，以李守貞為首要敵人。於是兵分三路，從陝州（今河南三门峡市陝州区）、同州（今陝西大荔）、潼關分道進攻河中。至河中，又挖長壕、築連城，將河中包圍。李守貞數次突圍失敗。十月，王景崇二度出兵均被趙暉擊敗，關城避戰。乾祐二年四月，河中城中食盡，死者過半。七月，郭威攻陷河中，李守貞退守子城，與妻、子自焚而亡。子李崇玉、李崇绪、李崇英、缁哥、女喜哥、延哥被搜捕。

## 延伸阅读
[在维基数据编辑]
 《舊五代史·卷109》，出自薛居正《舊五代史》
 《新五代史·卷52》，出自歐陽修《新五代史》